# 18.ª etapa do Giro d'Italia de 2022
A 18.ª etapa do Giro d'Italia de 2022 teve lugar a 26 de maio de 2022 entre Borgo Valsugana e Treviso sobre um percurso de 156 km. O vencedor foi o belga Dries De Bondt da equipa Alpecin-Fenix e o equatoriano Richard Carapaz manteve a liderança um dia mais.

## Classificação da etapa
| Borgo Valsugana - Treviso | etapa plana | (156 km) |

| \| Classificação por etapas \| Classificação por etapas \| Classificação por etapas \| Classificação por etapas \| Classificação por etapas \| \| Ciclista \| Ciclista \| Equipe \| Tempo \| \| \| ------------------------ \| ------------------------ \| ------------------------ \| ------------------------ \| ------------------------ \| \| 1. \| Dries De Bondt \| Alpecin-Fenix \| 3h21m21s \| \| \| 2. \| Edoardo Affini \| Jumbo-Visma \| + 0s \| \| \| 3. \| Magnus Cort \| EF Education-EasyPost \| + 0s \| \| \| 4. \| Davide Gabburo \| Bardiani CSF Faizanè \| + 0s \| \| \| 5. \| Alberto Dainese \| Team DSM \| + 14s \| \| \| 6. \| Arnaud Démare \| Groupama-FDJ \| + 14s \| \| \| 7. \| Davide Cimolai \| Cofidis \| + 14s \| \| \| 8. \| Mark Cavendish \| Quick-Step Alpha Vinyl \| + 14s \| \| \| 9. \| Fernando Gaviria \| UAE Team Emirates \| + 14s \| \| \| 10. \| Simone Consonni \| Cofidis \| + 14s \| \| |                  |                        |          |
| |                  |                        |          |
| Fonte: ProCyclingStats |                  |                        |          |
| Classificação por etapas |                  |                        |          |
| Ciclista | Ciclista         | Equipe                 | Tempo    |
| 1. | Dries De Bondt   | Alpecin-Fenix          | 3h21m21s |
| 2. | Edoardo Affini   | Jumbo-Visma            | + 0s     |
| 3. | Magnus Cort      | EF Education-EasyPost  | + 0s     |
| 4. | Davide Gabburo   | Bardiani CSF Faizanè   | + 0s     |
| 5. | Alberto Dainese  | Team DSM               | + 14s    |
| 6. | Arnaud Démare    | Groupama-FDJ           | + 14s    |
| 7. | Davide Cimolai   | Cofidis                | + 14s    |
| 8. | Mark Cavendish   | Quick-Step Alpha Vinyl | + 14s    |
| 9. | Fernando Gaviria | UAE Team Emirates      | + 14s    |
| 10. | Simone Consonni  | Cofidis                | + 14s    |

## Classificações ao final da etapa

### Classificação geral(Maglia Rosa)
| \| Classificação geral \| Classificação geral \| Classificação geral \| Classificação geral \| Classificação geral \| \| Ciclista \| Ciclista \| Equipe \| Tempo \| \| \| ------------------- \| ------------------- \| ---------------------------------- \| ------------------- \| ------------------- \| \| 1. \| Richard Carapaz \| Ineos Grenadiers \| 76h41m15s \| \| \| 2. \| Jai Hindley \| Bora-Hansgrohe \| + 3s \| \| \| 3. \| Mikel Landa \| Bahrain Victorious \| + 1m05s \| \| \| 4. \| Vincenzo Nibali \| Astana Qazaqstan Team \| + 5m48s \| \| \| 5. \| Pello Bilbao \| Bahrain Victorious \| + 6m19s \| \| \| 6. \| Jan Hirt \| Intermarché-Wanty-Gobert Matériaux \| + 7m12s \| \| \| 7. \| Emanuel Buchmann \| Bora-Hansgrohe \| + 7m13s \| \| \| 8. \| Domenico Pozzovivo \| Intermarché-Wanty-Gobert Matériaux \| + 12m30s \| \| \| 9. \| Juan Pedro López \| Trek-Segafredo \| + 15m10s \| \| \| 10. \| Hugh Carthy \| EF Education-EasyPost \| + 17m03s \| \| |                    |                                    |           |
| |                    |                                    |           |
| Fonte: ProCyclingStats |                    |                                    |           |
| Classificação geral |                    |                                    |           |
| Ciclista | Ciclista           | Equipe                             | Tempo     |
| 1. | Richard Carapaz    | Ineos Grenadiers                   | 76h41m15s |
| 2. | Jai Hindley        | Bora-Hansgrohe                     | + 3s      |
| 3. | Mikel Landa        | Bahrain Victorious                 | + 1m05s   |
| 4. | Vincenzo Nibali    | Astana Qazaqstan Team              | + 5m48s   |
| 5. | Pello Bilbao       | Bahrain Victorious                 | + 6m19s   |
| 6. | Jan Hirt           | Intermarché-Wanty-Gobert Matériaux | + 7m12s   |
| 7. | Emanuel Buchmann   | Bora-Hansgrohe                     | + 7m13s   |
| 8. | Domenico Pozzovivo | Intermarché-Wanty-Gobert Matériaux | + 12m30s  |
| 9. | Juan Pedro López   | Trek-Segafredo                     | + 15m10s  |
| 10. | Hugh Carthy        | EF Education-EasyPost              | + 17m03s  |

### Classificação por pontos(Maglia Ciclamino)
| Classificação por pontos | Classificação por pontos | Classificação por pontos        | Classificação por pontos | Classificação por pontos |
| Ciclista                 | Ciclista                 | Equipe                          | Pontos                   |                          |
| ------------------------ | ------------------------ | ------------------------------- | ------------------------ | ------------------------ |
| 1.                       | Arnaud Démare            | Groupama-FDJ                    | 254 pts                  |                          |
| 2.                       | Mark Cavendish           | Quick-Step Alpha Vinyl          | 132 pts                  |                          |
| 3.                       | Fernando Gaviria         | UAE Team Emirates               | 124 pts                  |                          |
| 4.                       | Mathieu van der Poel     | Alpecin-Fenix                   | 96 pts                   |                          |
| 5.                       | Alberto Dainese          | Team DSM                        | 95 pts                   |                          |
| 6.                       | Dries De Bondt           | Alpecin-Fenix                   | 83 pts                   |                          |
| 7.                       | Simone Consonni          | Cofidis                         | 73 pts                   |                          |
| 8.                       | Phil Bauhaus             | Bahrain Victorious              | 72 pts                   |                          |
| 9.                       | Filippo Tagliani         | Drone Hopper-Androni Giocattoli | 70 pts                   |                          |
| 10.                      | Davide Gabburo           | Bardiani CSF Faizanè            | 68 pts                   |                          |

### Classificação da montanha(Maglia Azzurra)
| Classificação da montanha | Classificação da montanha | Classificação da montanha          | Classificação da montanha | Classificação da montanha |
| Ciclista                  | Ciclista                  | Equipe                             | Pontos                    |                           |
| ------------------------- | ------------------------- | ---------------------------------- | ------------------------- | ------------------------- |
| 1.                        | Koen Bouwman              | Jumbo-Visma                        | 218 pts                   |                           |
| 2.                        | Giulio Ciccone            | Trek-Segafredo                     | 103 pts                   |                           |
| 3.                        | Diego Rosa                | Eolo-Kometa                        | 94 pts                    |                           |
| 4.                        | Jai Hindley               | Bora-Hansgrohe                     | 74 pts                    |                           |
| 5.                        | Lennard Kämna             | Bora-Hansgrohe                     | 74 pts                    |                           |
| 6.                        | Santiago Buitrago         | Bahrain Victorious                 | 71 pts                    |                           |
| 7.                        | Richard Carapaz           | Ineos Grenadiers                   | 67 pts                    |                           |
| 8.                        | Jan Hirt                  | Intermarché-Wanty-Gobert Matériaux | 57 pts                    |                           |
| 9.                        | Gijs Leemreize            | Jumbo-Visma                        | 47 pts                    |                           |
| 10.                       | Wilco Kelderman           | Bora-Hansgrohe                     | 42 pts                    |                           |

### Classificação dos jovens(Maglia Bianca)
| Classificação dos jovens | Classificação dos jovens | Classificação dos jovens | Classificação dos jovens | Classificação dos jovens |
| Ciclista                 | Ciclista                 | Equipe                   | Tempo                    |                          |
| ------------------------ | ------------------------ | ------------------------ | ------------------------ | ------------------------ |
| 1.                       | Juan Pedro López         | Trek-Segafredo           | 76h56m25s                |                          |
| 2.                       | Santiago Buitrago        | Bahrain Victorious       | + 5m05s                  |                          |
| 3.                       | Thymen Arensman          | Team DSM                 | + 6m46s                  |                          |
| 4.                       | Pavel Sivakov            | Ineos Grenadiers         | + 15m42s                 |                          |
| 5.                       | Luca Covili              | Bardiani CSF Faizanè     | + 57m07s                 |                          |
| 6.                       | Mauri Vansevenant        | Quick-Step Alpha Vinyl   | + 1h11m01s               |                          |
| 7.                       | Vadim Pronskiy           | Astana Qazaqstan Team    | + 1h34m33s               |                          |
| 8.                       | Iván Ramiro Sosa         | Movistar Team            | + 1h38m55s               |                          |
| 9.                       | Gijs Leemreize           | Jumbo-Visma              | + 1h42m23s               |                          |
| 10.                      | Jhonatan Narváez         | Ineos Grenadiers         | + 1h45m08s               |                          |

### Classificação por equipas"Super team"
| Classificação por equipes | Classificação por equipes          | Classificação por equipes | Classificação por equipes |
| Equipe                    | Equipe                             | Tempo                     |                           |
| ------------------------- | ---------------------------------- | ------------------------- | ------------------------- |
| 1.                        | Bahrain Victorious                 | 230h14m47s                |                           |
| 2.                        | Bora-Hansgrohe                     | + 14s                     |                           |
| 3.                        | Intermarché-Wanty-Gobert Matériaux | + 52m38s                  |                           |
| 4.                        | Ineos Grenadiers                   | + 1h02m03s                |                           |
| 5.                        | Astana Qazaqstan Team              | + 1h45m57s                |                           |
| 6.                        | Trek-Segafredo                     | + 1h53m36s                |                           |
| 7.                        | UAE Team Emirates                  | + 2h14m58s                |                           |
| 8.                        | Jumbo-Visma                        | + 2h29m46s                |                           |
| 9.                        | BikeExchange-Jayco                 | + 2h39m09s                |                           |
| 10.                       | Movistar Team                      | + 2h52m18s                |                           |

## Abandonos
- João Almeida (UAE Team Emirates) não tomou a saída depois de ter dado positivo em COVID-19.[2]